# Römischer Dialekt
Der Römische Dialekt (Romanesco oder Italienisch dialetto romanesco) ist jene Variante der italienischen Sprache, die in Rom verwendet wird.
Ursprünglich wurde dieser Dialekt nur innerhalb der Stadtgrenzen Roms gesprochen, mittlerweile hat er sich auch auf die Vororte ausgedehnt.
Aufgrund von Zuwanderung aus der Toskana, vor allem im 16. Jahrhundert, ist der (heutige) römische Dialekt dem Toskanischen ähnlicher als jenem des umgebenden Latiums. Das heutige Italienisch leitet sich ebenfalls vom Toskanischen ab, und deshalb bestehen trotz gewisser Unterschiede keine großen Verständigungsschwierigkeiten.

## Geschichte und regionale Unterschiede
Der Einfluss des als römische Kolonie gegründeten Florenz auf die Sprache der Hauptstadt begann schon im fünften Jahrhundert, besonders stark war er im 15. und 16. Jahrhundert (siehe dazu die Arbeiten von A. Esch und G. Ernst).
Das Standarditalienisch ist ebenfalls stark von Florenz (vor allem durch Dante Alighieri) beeinflusst worden. 
Deshalb ergeben sich hier große Ähnlichkeiten.
Die übrigen Dialekte Latiens sind hingegen autochthon; für jene, die nur Standarditalienisch beherrschen, sind sie schwerer zu verstehen. Sie sind mit Neapolitanisch verwandt.
Im 19. Jahrhundert erlangte der römische Dialekt dank des Poeten Giuseppe Gioachino Belli, der seine Werke in ebendiesem verfasste, literarische Bedeutung und landesweite Bekanntheit.

## Vergleich mit Standarditalienisch
Der römische Dialekt ist, von einigen einzelnen Lexemen abgesehen, für alle Italiener verhältnismäßig gut verständlich. Die Unterschiede zum Standarditalienischen treten namentlich in der Phonetik, weniger in der Grammatik auf.
Die wichtigsten regelmäßigen Unterschiede in der Phonetik:
- der Buchstabe j wird anstelle der italienischen palatalen Liquida ‹gl› /ʎ/ verwendet und als palataler Approximant (wie das deutsche ‹j›) realisiert. (z. B.: famija statt famiglia)
- der Entfall von Diphthongen (z. B.: còre, bòno  statt  cuore, buono)
- der Entfall von l in den bestimmten Artikeln (‘o, ‘a,‘e statt lo, la, le; dô, dâ, â, ao statt dello, della, alla, allo)
- die Verdopplungen der Okklusive ‹b› und ‹g› nach Vokal (z. B.: reggina /redʤina/ statt regina /reʤina/)
- Der Liquidenwechsel von l zu r (z. B.: artro statt altro, ner statt nel)
- Die Totalassimilation von Verbindungen wie nd, ld, mb (z. B.: monno anstatt mondo, callo anstatt caldo und entrammi anstatt entrambi).

In der Morphologie sind die Unterschiede am ehesten bei der Konjugation besonders augenscheinlich, obwohl es sich dabei im Grunde auch um phonologische Erscheinungen handelt.
Bei der regelmäßigen Konjugation, im Beispiel parlare/parlà 'sprechen', unterscheiden sich 1. und 3. Person Plural:
| Romanesco | Standarditalienisch | Deutsch      |
| --------- | ------------------- | ------------ |
| parlamo   | parliamo            | wir sprechen |
| parleno   | parlano             | sie sprechen |

### Beispielsätze
- Stò à nnà ar cinema cò l'amici mia - sto andando al cinema con i miei amici 'ich gehe mit meinen Freunden ins Kino'
- Ma nun č' 'ō sapevi che sù fija n'è nnata à scola? - ma non lo sapevi che sua figlia non è andata a scuola? 'Wusstest du denn nicht, dass seine Tochter nicht zur Schule ging?'
- Aò, jeri me sò pijato 'na bira ar bare - ieri ho preso (pigliato) una birra al bar 'gestern habe ich an der Bar ein Bier getrunken'